# Tamara Boroš
Tamara Boroš (Senta, 19 de dezembro de 1977) é uma mesa-tenista croata, semifinalista do Mundial de 2003 e três vezes campeã européia de duplas com Mihaela Steff.